# Хуліо Курателья
Хуліо Курателья (ісп. Julio Curatella, 27 лютого 1911 — 1995) — аргентинський академічний веслувальник.
Бронзовий призер Олімпійських Ігор 1936 року в складі розпашної двійки без стернового, учасник 1948 року.